# Aérodrome d'Ouessant
L'aérodrome d'Ouessant-Kerlaouenn (code IATA : OUI • code OACI : LFEC) est un aéroport du département du Finistère. Il se situe à deux kilomètres de Lampaul, le bourg principal de l'île d'Ouessant.
Cet aérodrome est ouvert aux avions privés en vol à vue (VFR) ou d'affaires, aux vols d'ULM ou de parachutage, aux hélicoptères, aux vols militaires et au trafic national commercial. Il sert également pour les évacuations sanitaires réalisées par le SAMU 29 ou la Marine Nationale (EVASAN).

## Histoire

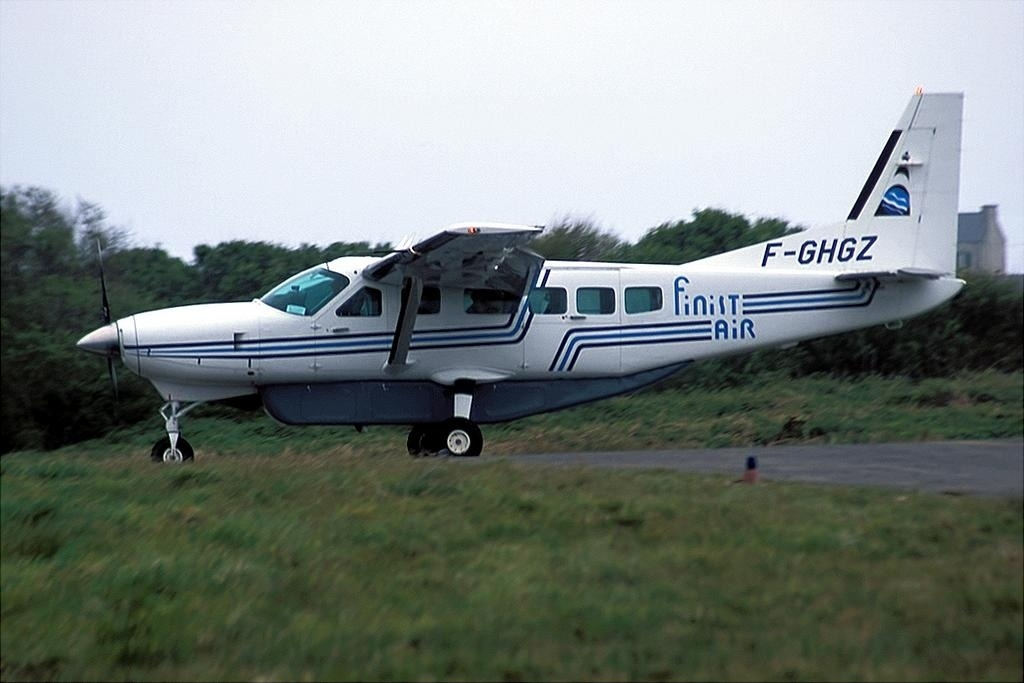
Ancien Cessna 208A Caravan F-GHGZ en 2003 à Ouessant.

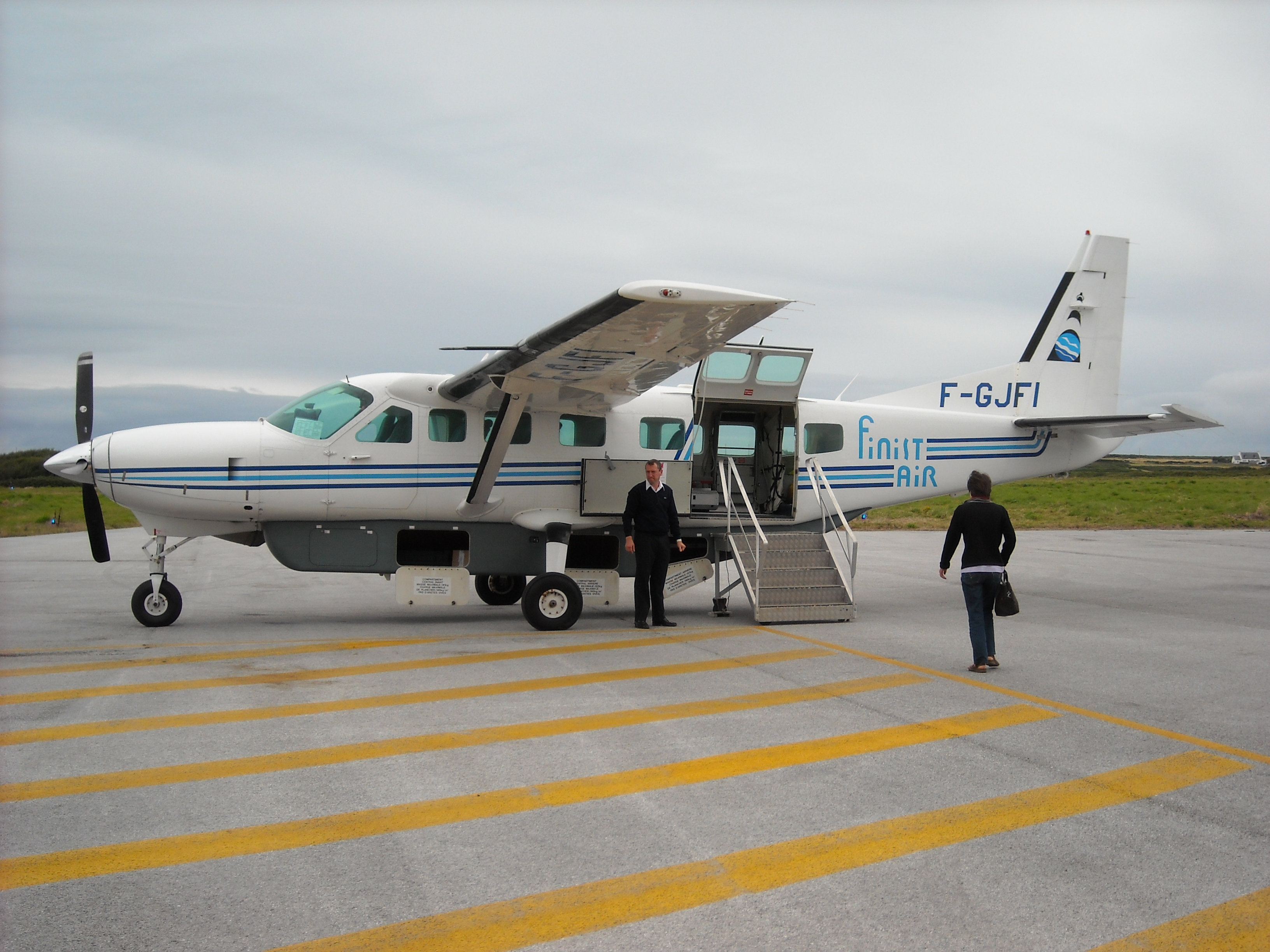
Ancien Cessna 208B Grand Caravan F-GJFI en 2009

- 1917 : Ouessant est une base avancée de la lutte anti sous-marine. Une rampe de mise à l'eau est aménagée sur la plage du Prat, et six hydravions s'établissent dans la baie de Lampaul. Jusqu'en 1940, des hydravions de la Marine utiliseront cette baie pour s'abriter.
- 1940 : Les premiers avions se posent dans divers endroits de l'île, la plupart du temps selon la météo. Ces avions sont des Fieseler Fi 156, appareils allemands de logistique, de surveillance et d'évacuation sanitaire, qui assistaient l'unité allemande, présente sur l'île jusqu'en 1944.
- 1946 : Le premier avion civil se pose sur l'île, lui aussi en plein champ. Il est piloté par le docteur Bianchi, qui effectuait un circuit des îles afin d'étudier la possibilité d'utiliser la voie aérienne pour les évacuations sanitaires.
- 1948 : La nécessité d'un aérodrome se fait de plus en plus ressentir. À l'époque, le bateau n'effectue que deux allers-retours par semaine, et met plus de quatre heures pour rallier Brest. Une étude de faisabilité est donc lancée.
- 1951 : Le projet définitif est rendu. L'aérodrome d'Ouessant sera aménagé à mi-chemin entre le bourg de Lampaul et le port du Stiff.
- 1954 : Les Ponts et Chaussées de l'île achèvent le nivellement d'une bande de terre de 350 m de long pour 15 de large. En juillet, ce que l'on appelait alors « le terrain d'aviation » est opérationnel. Le pilote de l'aéroclub de Brest, Paul Mauvillain, réalise la première liaison avec l'aérodrome d'Ouessant Kerlaouen à bord d'un Stinson HW75 le 30 juillet. L'enthousiasme des îliens et des pilotes conduit à organiser un grand meeting aérien pour inaugurer l'aérodrome. Le 13 août, alors que les festivités se préparaient, le médecin de l'île vient informer l'un des pilotes présents sur l'île qu'une îlienne souffrant d'un abcès à la gorge doit être immédiatement hospitalisée. La patiente est alors conduite à l'aérodrome et installée à bord d'un Stinson. Bernard Goachet effectua ainsi la première évacuation sanitaire de l'île. Le meeting aérien fut un immense succès et nombreux sont ceux qui y ont reçu leur baptême de l'air. Tout au long de l'automne et de l'hiver, l'aéroclub assure un service de « vol taxi » à la demande.
- 1955 : La piste est rallongée de 250 m afin de sécuriser les atterrissages et décollages. L'aéroclub acquiert des appareils plus modernes de type de Havilland ou Broussard. En juin naît la Compagnie Bretonne Aéronautique (COBRA). Le 13 juillet est effectuée la première liaison commerciale sur un avion de type De Havilland. Le 30 juillet, un an après la première liaison officielle, le premier avion étranger se pose sur la piste d'Ouessant Kerlaouen.
- 1956 : Après des mois de succès, la compagnie COBRA cesse toute activité pour raisons financières, après des problèmes techniques sur l'avion.
- 1958 : Pour le maire de l'île, il devient urgent de rétablir la ligne. Cependant, il se révèle nécessaire de résoudre les problèmes d'infrastructures, de matériel et de répartition des charges. En attendant de trouver une solution, l'aéroclub de Brest reprend ses vacations occasionnelles avec l'accord des autorités et l'appui des pilotes, au service des marins et blessés.
- 1965 : réouverture de la ligne par la compagnie Rousseau Aviation, le 20 juillet, avec toujours un De Havilland Dragon. Les Ouessantins reprennent la voie des airs pendant plus de deux ans.
- 1966 : Après son décollage sur la piste nord-sud (supprimée depuis), le Dragon s'écrase, l'accident fait trois morts, tandis que six survivants parviennent à s'extirper de l'appareil en feu.
- 1967 : Rousseau Aviation essaie de rouvrir la ligne, mais sans succès. L'aéroclub de Brest reprend alors son rôle de transporteur occasionnel sur ses petits avions en faisant vivre a minima une ligne d’Ouessant qu’il avait contribué à créer.
- 1973 : La décision est prise de construire une piste « en dur » de 720 m et d'une portance de huit tonnes.
- 1975 : La compagnie Air Ouest s'installe sur la ligne et exploite un Britten-Norman Islander. Elle assure deux aller-retours quotidiens entre Ouessant et Brest.
- 1977 : Faute de subventions, le patron de Air Ouest ne peut équilibrer ses comptes et se trouve dans l'obligation d'abandonner les liaisons. C'est un nouvel échec pour les Ouessantins. Mais rapidement, M. Bob Le Thous, ayant créé l'École aéronautique d'Iroise (EAI), marque sa volonté de reprendre les liaisons. En avril, l'EAI obtient son autorisation de transport.
- 1978 : L'autorisation de transport de l'EAI est renouvelée, et l'école propose des liaisons régulières avec un petit avion de trois places. En cours d'année, une aérogare est bâtie sur le site et un premier agent d'aérodrome est nommé. Il assure la sécurité et l'information aux pilotes sur la plate-forme.
- 1979 : Le département décide de soutenir la liaison aérienne Brest-Ouessant et verse pour cela une enveloppe à l'EAI pour qu'elle continue à assurer les vols avec un tout nouveau Cessna 207 pouvant accueillir six passagers. Le conseiller général d'Ouessant, M. Jean-Yves Cozan, préconise la création d'une société d'économie mixte (SEM).
- 1981 : La SEM Finist'air est créée. Le service est assuré successivement par des Rallye, Cessna 206 & 207.
- 2012 : Revente des deux Cessna 208 Caravan de la Finist'air et achat d'un unique Cessna 208B Grand Caravan équipé IFR1 immatriculé F-HFTR.
- 2011 : 350 personnes manifestent autour de l'avion de la Finist'air pour défendre un moyen de transport indispensable aux Ouessantins en vue du renouvellement de la délégation de service public[1].
- 2013 (le 23 mai) : Finist'Air obtient de la part de la DGAC, la dérogation pour le vol aux instruments (permettant d'améliorer la disponibilité de la ligne).
- 2020 : Achat d'un deuxième Cessna 208B Gran Caravan de 9 places par la Finist'air immatriculé F-HFTS pour la ligne vers Ouessant[2].
- 2021 : La Finistair utilise un avion électrique biplace Pipistrel Aircraft Velis Electro immatriculé F-HGAN entre Brest et Ouessant pour transporter du petit fret comme les médicaments et prélèvements médicaux, les jours où il n'y a pas de client programmé[3].
- 2024 : Finistair obtient le prolongement de la ligne Brest-Ouessant en délégation de service public jusqu'en 2028[4].

## Infrastructure
L'aérodrome d'Ouessant est équipé d'un balisage lumineux, d'une radiobalise Locator, d'un véhicule incendie, et d'une vigie-tour de contrôle.

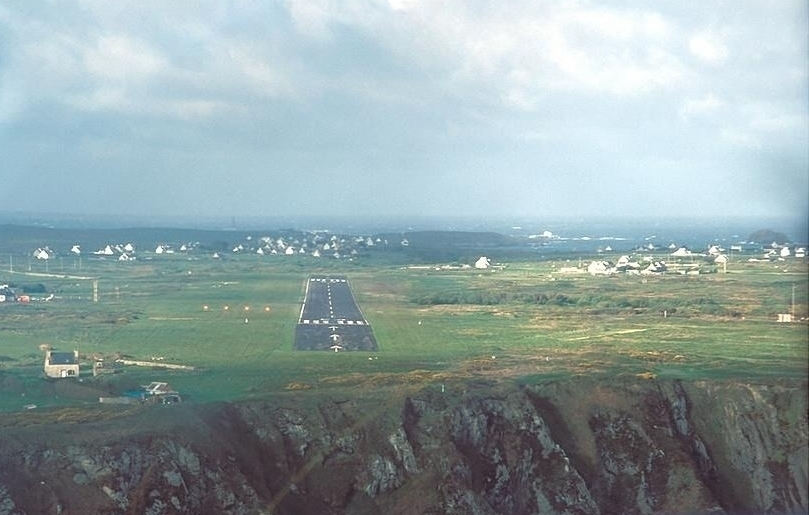
Approche finale sur Ouessant à bord du Cessna de la Finsit'air en 2003.

En 2004, la piste a été refaite avec un enrobage à chaud augmentant sa portance, et la plate-forme a été sécurisée grâce à la mise en place d'une clôture.
En 2015, modernisation des moyens de navigation, les procédures d'approche se font aussi en "approches RNAV(GNSS)" (en QFU 05 et 23), le GNSS (Global Navigation Satellite System) utilise en France les bases GPS. Une nouvelle station météo est installée pour cela. Une approche RNAV(GNSS) est une procédure publiée d'approche aux instruments qui permet de s'affranchir des moyens de radionavigation au sol (une balise locator).
L'aérodrome a une emprise de 18 hectares. Il est intégré à l'espace aérien militaire D18A.
L'aérodrome a pour propriétaire et gestionnaire depuis sa création la commune de Ouessant qui emploie des agents AFIS et des pompiers. Il est ouvert à la circulation aérienne public (CAP) depuis le 20 juin 1955.
Il possède une seule piste, orientée 05/23 de 833 m de longueur sur 24 m de largeur revêtue en béton bitumineux de résistance 5,7 tonnes. La largeur du taxiway est de 9,70 m.
L'aérodrome est susceptible d'être envahi par la brume de mer en quelques minutes.

## Compagnies et destinations
| Compagnies | Destinations   |
| ---------- | -------------- |
| Finistair  | Brest-Bretagne |

## Situation
| \| 20 km1:801 000 \| Dinan Lannion Saint-Brieuc Ouessant Brest Morlaix Quimper Belle-Île Guiscriff - Scaër Ploërmel Pontivy Quiberon Lorient Vannes Redon Rennes Saint-Malo-Dinard BAN Lanvéoc-Poulmic BAN Landivisiau |
| 20 km1:801 000 |

## Statistiques
Pour des raisons techniques, il est temporairement impossible d'afficher le graphique qui aurait dû être présenté ici.

Voir la requête brute et les sources sur Wikidata.
| Année | Passagers nationaux | Fret (en T) | Poste (en T) | Mouvements commerciaux |
| ----- | ------------------- | ----------- | ------------ | ---------------------- |
| 1997  | 10 007              | 46,1        | 48,4         | 2 011                  |
| 1998  | 9 943               | 64,7        | 51,8         | 1 958                  |
| 1999  | 9 297               | 61,6        | 50,9         | 1 874                  |
| 2000  | 7 968               | 55,6        | 50,2         | 1 694                  |
| 2001  | 7 826               | 74,1        | 53,5         | 1 679                  |
| 2002  | 6 557               | 60,7        | 49,8         | 1 564                  |
| 2003  | 6 063               | 63,0        | 54,3         | 1 544                  |
| 2004  | 5 213               | 98,9        | 49,3         | 1 364                  |
| 2005  | 6 764               | 62,7        | 56,0         | 1 585                  |
| 2006  | 6 299               | 49,3        | 57,7         | 1 484                  |
| 2007  | 5 745               | 57          | 55           | 1 442                  |
| 2008  | 6 715               | 45,4        | 43,9         | 1 538                  |
| 2009  | 6 575               | 52,9        | 54,8         | 1 584                  |
| 2010  | 6 716               | 50          | 54           | 1 001                  |
| 2011  | 5 419               | 46          | 46           | 1 299                  |
| 2012  | 3 243               | 33          | 38           | 850                    |
| 2013  | 3 207               | 18          | 0            | 842                    |
| 2014  | 3 662               | 0           | 0            | 916                    |
| 2015  | 3 276               | 33          | 32           | 944                    |
| 2016  | 3 134               | 38          | 34           | 924                    |
| 2017  | 3 352               | 39          | 36           | 910                    |
| 2018  | 3 114               | 39          | 33           | 926                    |
| 2019  | 3 304               | 37          | 35           | 1 913                  |
| 2020  | 2 265               | 16          | 28           | 920                    |
| 2021  | 3 277               | 32          | 36           | 680                    |
| 2022  | 3 328               | 30          | 31           | 434                    |
| 2023  | 3 179               | 31          | 34           | 469                    |

| juillet 1975 | septembre 1975 | octobre 1975 | novembre 1975 | décembre 1975 | janvier 1976 | mars 1976 |
| ------------ | -------------- | ------------ | ------------- | ------------- | ------------ | --------- |
| 257          | 304            | 487          | 657           | 791           | 616          | 1 099     |